# Ab Kentie
Hilbert Adrianus (Ab) Kentie (Rotterdam, 25 augustus 1928 – aldaar, 8 maart 1986) was een Nederlands voetballer die als centrale aanvaller speelde.
Kentie maakte in 1954 de overstap van Xerxes naar het profvoetbal in de NBVB-competitie. Hij speelde vervolgens nog voor Holland Sport, NOAD, N.E.C. en SVV.

## Carrièrestatistieken
| Seizoen         | Club            | Land            | Competitie        | Competitie | Competitie | Beker | Beker | Internationaal | Internationaal | Overig | Overig | Totaal | Totaal |
| Seizoen         | Club            | Land            | Competitie        | Wed.       | Dlp.       | Wed.  | Dlp.  | Wed.           | Dlp.           | Wed.   | Dlp.   | Wed.   | Dlp.   |
| --------------- | --------------- | --------------- | ----------------- | ---------- | ---------- | ----- | ----- | -------------- | -------------- | ------ | ------ | ------ | ------ |
| 1954/55         | Rotterdam       | Nederland       | NBVB (Afgebroken) | –          | 2          | –     | –     | 0              | 0              | 0      | 0      | –      | 2      |
| 1954/55         | Holland Sport   | Nederland       | Eerste klasse A   | –          | 2          | –     | –     | 0              | 0              | –      | 0      | –      | 2      |
| 1955/56         | SHS             | Nederland       | Hoofdklasse B     | –          | 6          | –     | –     | 0              | 0              | 0      | 0      | –      | 6      |
| 1956/57         | NOAD            | Nederland       | Eredivisie        | –          | –          | –     | –     | 0              | 0              | 0      | 0      | –      | –      |
| 1957/58         | NOAD            | Nederland       | Eredivisie        | –          | –          | 3     | 3     | 0              | 0              | 0      | 0      | –      | –      |
| 1958/59         | NOAD            | Nederland       | Eredivisie        | –          | –          | –     | 0     | 0              | 0              | 0      | 0      | –      | –      |
| 1959/60         | N.E.C.          | Nederland       | Tweede divisie A  | –          | 7          | –     | –     | 0              | 0              | 0      | 0      | –      | 7      |
| 1960/61         | SVV             | Nederland       | Eerste divisie B  | –          | –          | –     | 0     | 0              | 0              | 0      | 0      | –      | –      |
| Carrière totaal | Carrière totaal | Carrière totaal | Carrière totaal   | –          | –          | –     | 3     | 0              | 0              | 0      | 0      | –      | –      |